# 寇彦卿
寇 彦卿（こう げんけい、生没年不詳）は、五代後梁の将軍。字は俊臣。開封府の人。身長は八尺であり、騎射に長け、書史を好んだ。

## 生涯
宣武軍の牙将をつとめていた。その際、宣武軍に節度使として赴任してきた朱全忠によって、右長直都指揮使に昇進した。昭宗が鳳翔に逃れると、朱全忠の命で洛陽への遷都を昭宗に迫った。そして、昭宗が華州に行くと、彦卿はこれに同行した。
後梁建国後は、感化軍節度使になった。その後は、左金吾衛大将軍・相州防禦使・河陽節度使などを歴任。しかし後に、天津橋で事故を起こした際に、そのことを自首する。朱全忠は惜しんだものの罪を問い彦卿を降格した。朱友貞即位後は、威勝軍節度使へと移動した。

## 逸話
- 朱全忠に寵愛されていたため名馬「一丈烏」を贈られた。その後、彦卿は鳳翔包囲戦の活躍で、朱全忠から「真の神将なり！」と讃えられた。
- 謀殺を好んだため、人々に忌避された。しかし、朱全忠の死を知るとその恩義に涙したというように、朱全忠への忠誠心は高かった。